# 布莱普尔
布莱普尔（Bhulepur），是印度北方邦Ambedaker Nagar县的一个城镇。总人口5413（2001年）。

## 人口
该地2001年总人口5413人，其中男性2809人，女性2604人；0—6岁人口1045人，其中男553人，女492人；识字率51.08%，其中男性为55.82%，女性为45.97%。